# Велдир, Джаред
Джаред Велдир (англ. Jared Veldheer; 14 июня 1987, Гранд-Рапидс, Мичиган) — профессиональный американский футболист, тэкл нападения. Выступал за ряд клубов НФЛ с 2010 по 2020 год, проведя более ста матчей регулярного чемпионата. На студенческом уровне играл за команду Хилсдейлского колледжа, представлявшую II дивизион NCAA. Один из лучших игроков в истории колледжа. На драфте НФЛ 2010 года был выбран в третьем раунде.

## Биография
Джаред Велдир родился 14 июня 1987 года в Гранд-Рапидсе в штате Мичиган. Там же он окончил старшую школу Форест-Хилл-Нодерн, после чего поступил в Хилсдейлский колледж. С 2006 по 2009 год он был игроком стартового состава его команды, став одним из лучших линейных нападения в истории колледжа. Дважды Велдир включался в состав сборной звёзд конференции GLIAC. В 2009 году, когда «Хилсдейл Чарджерс» впервые в своей истории вышли в плей-офф, он вошёл в состав сборной звёзд II дивизиона NCAA по версии Американской ассоциации футбольных тренеров. В 46 проведённых матчах он не позволил соперникам сделать ни одного сэка. В 2016 году его избрали в Зал спортивной славы колледжа.

### Профессиональная карьера

#### Окленд Рэйдерс
На драфте НФЛ 2010 года Велдир был выбран клубом «Окленд Атлетикс» в третьем раунде под общим 69-м номером. После окончания предсезонных сборов тренерский штаб назвал его стартовым центром команды вместо Самсона Сателе. На этой позиции он провёл только один матч, в дальнейшем Велдир выходил на месте левого тэкла, сначада деля игровое время с Марио Хендерсоном, а затем полностью вытеснив его из состава. В своём дебютном сезоне он сыграл во всех шестнадцати матчах чемпионата, в десяти из них был игроком стартового состава. Летом 2011 года, во время локаута, Велдир работал тренером по физической подготовке. 
В чемпионате 2011 года он сыграл в основном составе «Рэйдерс» во всех шестнадцати матчах. В 2012 году Велдир также провёл шестнадцать матчей и занял восьмое место в рейтинге лучших по защите паса левых тэклов по версии издания Pro Football Focus. В августе 2013 года во время сборов он получил травму трицепса левой руки, потребовавшую хирургического вмешательства. Из-за операции и последующей реабилитации Велдир смог принять участие всего в пяти матчах сезона. После окончания сезона «Рэйдерс» не стали использовать возможность наложения франчайз-тега, после чего он получил статус свободного агента. В марте 2014 года он подписал пятилетний контракт с «Аризоной», сумма соглашения составила 35 млн долларов.

#### Аризона Кардиналс
В 2014 году Велдир провёл в стартовом составе «Кардиналс» все шестнадцать матчей чемпионата. В 611 пасовых розыгрышах он позволил соперникам сделать лишь один сэк, по показателю допущенных давлений на квотербека он занял пятое место в лиге. По итогам сезона его признали самым ценным игроком «Аризоны». В 2015 году он также сыграл в основном составе во всех шестнадцати играх чемпионата. В сезоне 2016 года Велдир провёл восемь игр, а в конце октября получил разрыв трицепса на правой руке и выбыл на длительный срок. Травма голеностопа не позволила ему провести полноценный сезон и в 2017 году. До её получения Велдир смог сыграть тринадцать матчей. В марте 2018 года «Кардиналс» обменяли его в «Денвер Бронкос», получив выбор шестого раунда драфта. Обозреватель газеты The Denver Post Никки Джабвала сообщила, что в «Денвере» его планировали задействовать на месте правого тэкла.

#### Заключительный этап карьеры
В сезоне 2018 года Велдир сыграл в стартовом составе «Бронкос» двенадцать матчей. После окончания чемпионата он получил статус свободного агента. В мае 2019 года он подписал годичный контракт на 3,5 млн долларов с клубом «Нью-Ингленд Пэтриотс», но спустя неделю объявил о намерении завершить карьеру. Позднее Велдир передумал и был внесён в список игроков резерва. На поле в составе «Пэтриотс» он не выходил, в ноябре его выставили на драфт отказов. После этого он перешёл в «Грин-Бэй Пэкерс», заменив в составе команды получившего травму Брайана Булагу. До конца сезона Велдир успел сыграть в двух матчах, внеся заметный вклад в выход «Пэкерс» в плей-офф.
Перед стартом сезона 2020 Велдир снова объявил об окончании карьеры, но в конце декабря подписал контракт с «Индианаполисом» и был зачислен в тренировочный состав. За клуб он сыграл по одному матчу в регулярном чемпионате и в плей-офф. После вылета «Колтс» он снова перешёл в «Пэкерс» и имел шанс стать первым в истории лиги игроком, выходившим на поле в одном розыгрыше плей-офф в составе двух разных команд, но не смог сыграть из-за положительного теста на COVID-19.
В мае 2021 года лига дисквалифицировала Велдира на шесть матчей после того, как в его допинг-пробе были обнаружены следы кломифена. Сам игрок сообщил, что принимал его из-за аномально низкого уровня тестостерона, а также вновь заявил об окончании спортивной карьеры.

#### После окончания карьеры
В ноябре 2022 года Велдир устроился работать поваром в одну из школ Гранд-Рапидса.